# Skyler White (Breaking Bad)
Skyler White (de soltera Lambert) es un personaje ficticio y la tritagonista de Breaking Bad, interpretado por Anna Gunn y creado por Vince Gilligan.[cita requerida] Es presentada como la esposa del protagonista Walter White, que al sospechar y descubrir su doble vida como capo de la droga, trata de proteger a su familia de su lenta y oscura transformación, aunque en momentos, lo ayuda a expandir sus negocios.  Por su actuación, Gunn recibió elogios de la crítica, y algunos críticos incluso elogiaron su personaje como modelo para las antiheroínas televisivas.

## Biografía del personaje
A lo largo de los años, Skyler ha tenido varias fuentes de ingresos escasas: trabajando como contable para la firma Beneke Fabricators de Albuquerque, escribiendo cuentos y vendiendo artículos en eBay. Ella y su esposo, Walter White (Bryan Cranston), tienen un hijo, Walt Jr. (RJ Mitte), que tiene parálisis cerebral, y una pequeña hija que nace en los eventos de la serie, Holly (Elanor Anne Wenrich). Su hermana, Marie (Betsy Brandt), está casada con un agente de la DEA, Hank Schrader (Dean Norris). Skyler es 12 años menor que Walt, a quien conoció cuando era anfitriona en un restaurante cerca del antiguo lugar de trabajo de Walt, cerca del Laboratorio Nacional de Los Álamos.

### Temporada 1
Skyler está en la etapa intermedia del embarazo con Holly al comienzo del programa. Cuando a Walt le diagnostican cáncer de pulmón terminal, inicialmente no se lo cuenta a su familia. Cuando Skyler se entera del diagnóstico, se siente devastada por la noticia e indignada porque Walt ocultó la información. Su relación comienza a tensionar, tanto por la renuencia de Walt a buscar tratamiento como por sus ausencias inexplicables después de su diagnóstico. Skyler descubre la conexión de Walt con su antiguo alumno, Jesse Pinkman (Aaron Paul), y se enfrenta a Jesse en su casa. Cuando se enfrenta a Walt, él afirma que Jesse es su traficante de marihuana. Sin el conocimiento de Skyler, Walt ha comenzado a cocinar metanfetamina con Jesse para garantizar la seguridad financiera de su familia después de su muerte.
Skyler también enfrenta otros problemas. Cuando Marie ofrece una costosa tiara de oro blanco como regalo para el baby shower de Holly, Skyler intenta devolverla a la joyería, solo para descubrir que su hermana, que resulta ser  cleptómana, había robado el artículo. Skyler es detenida por el dueño de la tienda y escapa del arresto solo después de fingir dolores de parto. El incidente causa serios problemas en la relación de Skyler con Marie, quien niega enfáticamente haber robado ese objeto.

### Temporada 2
Cuando Walt es secuestrado por el narcotraficante mexicano Tuco Salamanca (Raymond Cruz), su familia, sin darse cuenta de la conexión con las actividades delictivas de Walt, organiza una búsqueda de él como persona desaparecida. Cuando Walt es encontrado, miente diciéndole que tuvo un "estado de fuga", afirmando no recordar nada de los últimos días. El matrimonio continúa yendo cuesta abajo debido a las continuas ausencias de Walt, hasta el punto en que Skyler se niega a hablar con él. Skyler también está perturbada por la resistencia de Walt a los esfuerzos de Walter Jr. por recaudar dinero para los tratamientos contra el cáncer de Walt, sin saber que la mayoría de las donaciones en realidad constituyen un lavado de dinero de drogas gestionado por el abogado corrupto de Walt, Saul Goodman (Bob Odenkirk).
Aún sin saber del negocio de metanfetaminas de Walt, Skyler cree que su enfermedad ha afectado las finanzas de la familia y regresa a su antiguo trabajo como contadora para Ted Beneke (Christopher Cousins), cuyas insinuaciones sexuales la habían llevado a renunciar. Ella confía cada vez más en Ted para obtener apoyo emocional a medida que su esposo se distancia; también encubre a regañadientes el fraude fiscal de Ted. Poco después, Skyler da a luz a Holly; Walt está ausente para la ocasión; se "excusa" diciéndole que lo atrapó un atochamiento vehicular, pero en realidad, se vio obligado a comparecer por una transacción de metanfetamina con el capo de la droga Gus Fring (Giancarlo Esposito).
Cuando Skyler sospecha que Walt posee un segundo teléfono celular, Walt lo niega enfáticamente. Sin embargo, cuando Walt está medicado antes de la cirugía de cáncer, indica lo contrario al responder "¿Cuál?", cuando Skyler le pregunta si ha empacado su teléfono celular. Algunas semanas después, con Walt recuperado, Skyler lo confronta por eso, descubriendo sus mentiras y lo deja cuando miente al respecto.

### Temporada 3
Skyler abandona la casa, dándole tiempo para que Walt la abandone. Skyler aparece en su nuevo apartamento, habiendo deducido que está en el tráfico de drogas. Cuando confronta a Walt con su idea de que está vendiendo cocaína, él admite en cambio que cocina metanfetamina. Skyler exige el divorcio a cambio de su silencio sobre las actividades delictivas de Walt. La justificación de Skyler para permanecer en silencio es doble: no quiere que sus hijos se enteren de la doble vida de su padre y teme que el arresto de Walt pueda arruinar la carrera de Hank como agente de la DEA. También exige que Walt se mude de la casa de la familia. Cuando Walt regresa desafiante, Skyler toma represalias iniciando una aventura con Ted e informando fríamente a su esposo que lo engañó.
Incluso cuando su matrimonio se desmorona, Skyler le permite a Walt cuidar de Holly y defiende algunas de sus acciones ante su abogada, quien le aconseja que deje a Walt de inmediato. Más tarde descubre que Walt firmó su divorcio y se fue de la casa para siempre. Cuando Ted llega a su casa y trata de aclarar la naturaleza de los sentimientos de Skyler, ella se niega a responder y le pide que se vaya.
Después de que Hank sobrevive a un ataque fallido del cartel mexicano, Skyler crea una historia a Marie que Walt ganó millones contando cartas en juegos clandestinos de blackjack y se ofrece a pagar la terapia física de Hank. Más tarde, le admite a Walt que nunca presentó los papeles del divorcio, y poco a poco comienza a abrirse camino en sus actividades delictivas al recordarle que no se puede obligar a los cónyuges a testificar uno contra el otro. Skyler sugiere que Walt debe lavar el dinero de las drogas comprando la instalación de lavado de autos donde solía trabajar y se ofrece a manejar las cuentas.

### Temporada 4
Skyler compra el lavado de autos y comienza a lavar el dinero de las drogas de Walt. Ella y Walt vuelven a tener  relaciones sexuales por primera vez en meses y lentamente comienzan a reconstruir su relación. Sin embargo, al mismo tiempo, ella comienza a temerle y le preocupa que sus hijos estén en peligro por el conflicto entre él y Fring. En un momento, está tan consumida por el pánico que considera huir con Holly. Cuando Ted resulta gravemente herido durante un encuentro con los asociados de Walt, ella se siente responsable, ya que usó el dinero de las drogas de Walt para pagar los impuestos atrasados de Ted y luego envió a dos de los ejecutores de Saul para asegurarse de que no lo usara para nada más, lo que provocó la lesión. Sin embargo, como efecto secundario de las acciones de Skyler con Ted, Walt se queda sin el dinero para pagarle a Saul un servicio de "desaparición" para llevar a la familia a una nueva vida. Más tarde, cuando Hank y Marie están bajo custodia protectora en su casa, Skyler, Holly y Walter Jr. se unen a ellos. Cuando ve en las noticias que Gus ha sido asesinado, hace una llamada telefónica de pánico a Walt, quien le informa con calma que ha "ganado"; luego se da cuenta de que Walt lo mató.

### Temporada 5

#### Parte 1
Tras la muerte de Fring, Skyler se aterroriza de Walt, así como de la posibilidad de ir a prisión como su cómplice. Ella se derrumba frente a Marie en el lavado de autos y cae en un profundo estado de depresión. Durante una cena tensa con Hank y Marie, ella intenta suicidarse en un esfuerzo por convencer a los Schrader de que tomen temporalmente la custodia de los niños. Sin ellos, Skyler le deja claro a Walt que hará todo lo posible para mantenerlos fuera de la casa hasta que su cáncer de pulmón lo mate. Walt explica su angustia emocional a los Schraders como el efecto de una discordia marital grave, y expone la aventura de Skyler con Ted en el proceso. Esto contamina la relación de Skyler con Marie, cerrando un posible camino de escape; Skyler ahora es efectivamente una prisionera en su propia casa. Mientras continúa lavando dinero a través del lavado de autos, su actitud hacia Walt se convierte en un odio apenas disimulado. Skyler finalmente lleva a Walt a un casillero de almacenamiento repleto de millones de dólares en efectivo, y lo convence de salir del negocio de las drogas, ya que ahora tienen más dinero del que necesitarán.

#### Parte 2
Sin embargo, cuando Hank deduce que Walt es un capo de la droga, acude a Skyler bajo el supuesto de que se vio obligada a guardar silencio, pero ella se niega a declarar. Cuando Hank le dice a Marie, ella se encuentra con Skyler y se indigna al saber que Skyler sabía sobre las actividades de Walt antes de que le dispararan a Hank. Marie amenaza con llevarse a Holly con ella, pero deja al bebé atrás ante la insistencia de Hank. Cuando Hank muere después de arrestar a Walt, Skyler, creyendo que Walt es el asesino, exige que abandone su casa y lo amenaza con un cuchillo. Se produce un altercado físico que termina con Walter Jr., llamando al 911. Walt responde tomando a su hija Holly, ignorando las súplicas desesperadas de Skyler para que se detenga. Esa noche, Walt llama a Skyler, mientras la policía monitorea la llamada, y efectivamente la exonera de sus fechorías bajo la apariencia de una diatriba enojada. Deja a Holly en una estación de bomberos.
A medida que se inicia una persecución nacional hacia Walt, los fiscales federales interrogan a Skyler sobre su paradero. Uno de los socios de Walt, Todd Alquist (Jesse Plemons), y su pandilla irrumpen en la casa de los White y amenazan con matar a Skyler y a sus hijos si habla.
Unos meses más tarde, el 7 de septiembre de 2010, Walt se entera de que Skyler trabaja como despachadora de taxis y usa su apellido de soltera; no se ha fijado una fecha para la corte. Skyler y sus hijos se mudaron de la casa, que ahora está abandonada. Después de que se ve a Walt en Albuquerque, Marie llama a su hermana para advertirla. Pero Walt ya está en la casa y tiene una larga conversación con Skyler, quien todavía está enojado con él pero no le dijo a Marie que estaba allí y no hace ningún movimiento para contactar a la policía. Skyler se da cuenta de que Walt planea una misión suicida contra las personas que mataron a Hank (la pandilla de Jack y Todd) y le permite dar a entender esto sin decirlo, y cuando ella cree que Walt le va a dar el dinero restante de las drogas (que en realidad obligó a los Schwartz a lavarlo para él) ella le dice que ella y Flynn dejaron en claro que no lo quieren. Cuando parece que Walt va a usarla a ella y a sus hijos como excusa para sus acciones, Skyler se enoja, pero se queda atónita y silenciosa cuando Walt admite que ingresó al negocio de las drogas por sí mismo y no por su familia, lo que parece darle a Skyler un poco de alivio y cierre, y luego le da un boleto de lotería con las coordenadas de la tumba improvisada en la que están enterrados Hank y Steve Gomez para usarlo como palanca para llegar a un acuerdo con los fiscales. Skyler luego le permite a Walt ver a Holly por última vez antes de irse. Ella sonríe levemente al presenciar esto.

### PostBreaking Bad
Dos meses después de los eventos de Breaking Bad, Francesca Liddy (Tina Parker), la anterior secretaria de Saul Goodman usa un teléfono público para recibir una llamada de él, quien se había estado escondiendo bajo el nombre de Gene Takavic en Omaha, Nebraska. Francesca le dice que Skyler recibió un trato de las autoridades a cambio de las coordenadas GPS de los cuerpos de Hank y Gomez, como Walt había planeado y esperado.

## Recepción
Por su interpretación de Skyler, Anna Gunn recibió elogios de la crítica, y algunos críticos incluso elogiaron su personaje como modelo para las antiheroínas de la televisión. Por su interpretación, Gunn ganó dos premios Primetime Emmy consecutivos a la mejor actriz de reparto en una serie dramática en 2013 y 2014. En 2014, su actuación en el episodio "Ozymandias" fue nombrada como una de las mejores actuaciones en televisión en varias listas de críticos. También ganó el Premio del Sindicato de Actores de la Pantalla a la Actuación Sobresaliente de un Conjunto en una Serie Dramática en 2014.
El personaje tuvo una recepción extremadamente negativa por parte de algunos espectadores,  y Gunn a menudo fue objeto de críticas e intimidación en las redes sociales. El acoso y las amenazas en línea se volvieron tan graves que Gunn se preocupó por su propia seguridad física, lo que la llevó a escribir un artículo de opinión publicado en The New York Times describiendo algunos de estos incidentes.
Matt Zoller Seitz de Vulture la considera el equivalente de Breaking Bad del personaje Chuck McGill de Better Call Saul, un personaje que recibió un desdén similar por parte del público.